# I. Agészipolisz spártai király
I. Agészipolisz (görög betűkkel: Ἀγησίπολις Α, Kr. e. 5. század – Kr. e. 380) spártai király, Pauszaniasz spártai király fia volt.

## Élete
Kr. e. 395/Kr. e. 394 körül követte száműzött atyját Spárta Agiada trónján. A források tanúsága szerint kiemelkedő hadvezető és -szervező volt, erényeivel kitűnt a korinthoszi háborúban. Kr. e. 385-ben elfoglalta a Spártával szembenálló Mantineia városát, lakosságát falvakba telepítette szét. Kr. e. 381-ben Olünthosz ellen indult seregével, hogy az említett város által létrehozott szövetséget megsemmisítse. Olünthosz ostroma közben, betegségben hunyt el.